# Edvin Brorsson

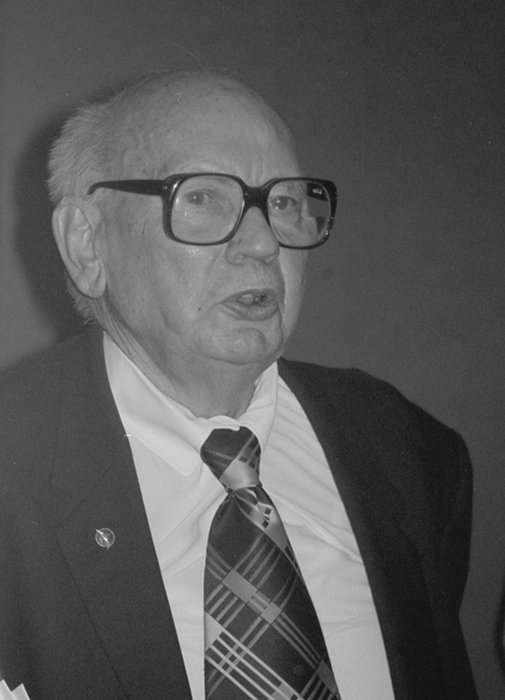
Edvin Brorsson, 1975

Edvin Brorsson (ur. 6 lipca 1899 w Malmö, zm. 10 września 1988 w Malmö) – szwedzki miłośnik i pionier akwarystyki, zwany w swoim środowisku ojcem europejskiej akwarytyki.
Studia wyższe ukończył w roku 1920, po których podjął pracę jako nauczyciel biologii i geografii w swoim rodzinnym mieście. Jako pasjonat tematyki akwarystycznej współuczestniczył w roku 1926 w tworzeniu i późniejszym redagowania pisma Malmö Akwariefórening wydawanego przez Sveriges Akvarieföreningars Riksförbund (SARF) w Malmö, którego był wieloletnim redaktorem naczelnym. Pismo ukazywało się w wielojęzycznym nakładzie. Z jego inicjatywy w roku 1929 powstał Związek Akwarystów w Malmö (Malmó Akwarieforening). 

## Działalność w ziązkach akwarystycznych
Uczestniczył w wielu spotkaniach, sympozjach za granicą (również w Polsce), zdobywając uznanie wśród znawców tematyki akwariowej. 
Był długoletnim prezesem Szwedzkiego Związku Akwarystów. Był honorowym prezesem w wielu Skandynawskich Towarzystwach Akwarystycznych i Biologicznych. Honorowe miejsce miał również a Polskim Związku Akwarystycznym, który na wniosek Zarządu Głównego wręczył mu Złotą Honorową Odznakę Polskiego Związku Akwarystów.
Za swą działalność został uhonorowany państwowymi odznaczeniami. 
Jednym z najwyższych wyróżnień cenionych wśród akwarystów było otrzymanie nagrody AKVARIETS OSCAR, utworzonej w roku 1966 przez Edvina Brorssona i osobiście przez niego wręczanej

## Twórczość literacka
- Rumsakvariet - En handledning i akvariets inredning, innevånare, skötsel och vård  - 1933
- Den stora akvarieboken - 1936